# Flachbarth Ernő
Flachbarth Ernő (Gölnicbánya, 1896. március 3. – 1954. december 12.) nemzetközi- és kisebbségi jogász, egyetemi tanár.

## Élete
A Pázmány Péter Tudományegyetem Jog- és államtudományi Karán végzett, ahol a Bethlen Gábor Kör és a Széchenyi Szövetség alelnöke is volt.
1922-ben a felvidéki magyar pártok prágai titkára lett, illetve a Csehszlovákiai Magyar Népszövetségi Liga ügyvezető alelnöke. Ebben a minőségében a népszövetségi ligák kongresszusain és a genfi kisebbségi kongresszusokon (Európai Nemzeti Kisebbségek Kongresszusa) Szüllő Gézával képviselte a felvidéki magyarságot. 1925-től Petrogalli Oszkár helyébe a csehszlovákiai magyar ellenzéki pártok Központi Irodájának igazgatója lett. Ekkor került az iroda Pozsonyba. A PMH gazdasági osztályának vezetője volt. Állítólag Telléry Gyula az ő vádjai miatt lett öngyilkos. A csehszlovák hatóságok állandó zaklatása okán kénytelen volt Magyarországra menekülni.
1933-tól a budapesti Felvidéki Tudományos Társaság főtitkára volt. Előadásokat tartott többek között 1934-ben a Heidelbergi Egyetemen is. 1939-ben egyetemi tanárrá nevezték ki a debreceni Tisza István Tudományegyetem Jogbölcseleti és Nemzetközi Jogi Tanszékére. 1949-ben Pécsi Egyetem Nemzetközi Jogi Tanszékére nevezték ki, amelyet haláláig vezetett.
Többnyire hazai folyóiratokba, például a Magyar Kisebbségbe és a Magyar Szemlébe írt.

## Művei
- 1925 Csehszlovákiai választások eredménye számokban. Magyar Kisebbség 4/24, 920-930.
- 1926 Csehszlovák nyelvrendelet kritikai ismertetése. Magyar Kisebbség 5/9, 325-333.
- 1926 Új szlovenszkói bírósági beosztás és a kisebbségek jogai. Magyar Kisebbség 5/11, 429-30.
- 1927 Geplante Rechtsbruch in der Slovakei. Glasul Minorităţilor 5/3, 81-85.
- 1928 Csehszlovákiai magyarság küzdelme jogaiért a nemzetközi fórumokon. Magyar Kisebbség 7/6, 201-208.
- 1928 A csehszlovákiai magyarok és németek viszonya.
- 1933 A területi revízió jogi alapjai. Budapest.
- 1934 Ruszinszkó autonómiája a nemzetközi- és a csehszlovák alkotmányjog szempontjából. Miskolc.
- 1935 Csehszlovákiai népszámlálások és a felvidéki kisebbségek nyelvi jogai. Pécs.
- 1937 System des internationalen Minderheitenrechtes. Geschichte des internationalen Minderheitenschutzes-positives materielles Minderheitenrecht. Budapest.
- 1937 Individualista és kollektivista irányzatok a nemzetközi kisebbségi jogban. A Debreceni m. kir. Tisza István Tudományegyetem 1936/37. évkönyve.
- 1942 Van-e nemzetközi jog? Debreceni Szemle 1942, 26-33.
- 1943 Bécsi német-magyar jegyzőkönyv. Kisebbségi Körlevél 7/3, 131-155.
- 1943 Erdélyi szászok és magyarok. Forrás 1/3, 372-374.
- 1943 A nemzetiségi csoportok jogi helyzete a szlovák alkotmány szerint
- 1944 Tisza István gróf nemzetiségi politikájáról. Láthatár 1944/1, 28-29.
- 1944 A History of Hungary’s Nationalities. Budapest.
- 1944 Bécsi döntőbírói határozat 5. pontja. Kisebbségi Körlevél 8/1, 10-23.
- 1950 Nemzetközi magánjog - Flachbarth Ernő egyetemi előadásainak vezérfonala az 1950-51. tanévben. Pécs.
- 1951 Nemzetközi Közjog - Flachbarth Ernő egyetemi előadásainak vezérfonala az 1950-51. tanévre. Pécs.
- 1951 Nemzetközi közjog - Flachbarth Ernő előadásának vezérfonala az 1950/51. tanév II. felében. Pécs.
- 1952 Kisebbségvédelmi egyezmény 1. tervezete. Budapest.
- Felvidéki cseh uralom két évtizede. In: Mit élt át a Felvidék? 21-33.
- A közigazgatás szervezéséről és az országos valamint a járási választásokról szóló törvények ismertetése. Prága.
- A második csehszlovák köztársaság nemzetiségi problémáiról.
- Magyarország 1938/39. évi területgyarapodásáról.
- Az új szlovák-magyar határ kérdéseiről.
- A nemzeti kisebbségi jog legújabb fejlődéséről.

## Elismerései és emlékezete
- Flachbarth Ernő Kutatóműhely
- 2002 Flachbart Ernő-emlékkönyv